# Rhenanida
Rhenanida é uma classe de peixes placodermos achatados como as arraias.